# Sisseton (South Dakota)
Sisseton ist eine Stadt im Roberts County im US-Bundesstaat South Dakota mit einer Fläche von 4,1 km². Das U.S. Census Bureau hat bei der Volkszählung 2020 eine Einwohnerzahl von 2479 ermittelt. Sisseton ist County Seat und liegt in der Lake Traverse Indian Reservation.

## Demographische Daten
Das durchschnittliche Einkommen eines Haushalts liegt bei 26.698 USD, das durchschnittliche Einkommen einer Familie bei 33.977 USD. Männer haben ein durchschnittliches Einkommen von 27.393 USD gegenüber den Frauen mit durchschnittlich 20.586 USD. Das Pro-Kopf-Einkommen liegt bei 14.019 USD. 18,4 % der Einwohner und 14,9 % der Familien leben unterhalb der Armutsgrenze. 29,3 % der Einwohner sind unter 18 Jahre alt und auf 100 Frauen ab 18 Jahren und darüber kommen statistisch 86,2 Männer. Das Durchschnittsalter beträgt 36 Jahre (Stand: 2000).

## Söhne und Töchter von Sisseton
- Joe Robbie, Gründer und erster Besitzer der Miami Dolphins